# 欧文·柯宾
欧文·柯宾（1929年—2017年）是一位美国生物化学家，出生于纽约，在加拿大的麦吉尔大学获得本科和硕士学位，知名于对儿茶酚胺的功能和代谢的研究。